# Yaopi (köpinghuvudort i Kina, Hunan Sheng, lat 26,89, long 113,65)
Yaopi (kinesiska: 腰陂, 腰陂镇) är en köpinghuvudort i Kina. Den ligger i provinsen Hunan, i den södra delen av landet, omkring 160 kilometer sydost om provinshuvudstaden Changsha. Antalet invånare är 51 459. Befolkningen består av 25 475 kvinnor och 25 984 män. Barn under 15 år utgör 19,0 %, vuxna 15-64 år 71 %, och äldre över 65 år 8,0 %.
Runt Yaopi är det ganska tätbefolkat, med 179 invånare per kvadratkilometer. Yaopi är det största samhället i trakten. Trakten runt Yaopi består till största delen av jordbruksmark.
Genomsnittlig årsnederbörd är 1 971 millimeter. Den regnigaste månaden är maj, med i genomsnitt 295 mm nederbörd, och den torraste är oktober, med 26 mm nederbörd.